# Mongami
Mongami is een plaats in het zuidwesten van Babeldaob, het hoofdeiland van de Micronesische republiek Palau. Het gehucht is de hoofdplaats van de staat Aimeliik.
Chelechui · Imul · Medorm · Mongami · Ngchemiangel · Ngerkeai
Airai · Dongosaro · Hatohobei · Imeong · Kayangel · Kloulklubed · Koror · Melekeok · Mengellang · Mongami · Ngaramasch · Ngatpang Village · Ngchesar Hamlet · Ngercheluuk · Ulimang · Urdmang